# Kloster Obermedlingen
Das Kloster Obermedlingen ist ein ehemaliges Kloster in Medlingen in Bayern in der Diözese Augsburg.

## Geschichte
Der Ministeriale Walter II. von Faimingen stellte 1251 Güter für ein kleines Kloster zur Verfügung, in das 1260 15 Klosterfrauen einzogen. Das Kloster wurde schließlich 1263 der deutschen Ordensprovinz der Dominikaner zugeteilt. Die Pfarrei Obermedlingen wurde 1266, die Pfarrei Untermedlingen 1337 in das Kloster Obermedlingen inkorporiert.

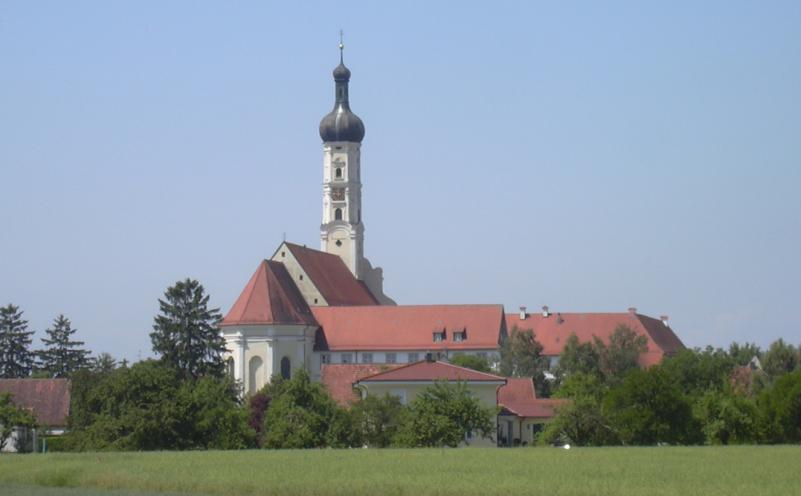
Kirche von Obermedlingen

1462 wurden Obermedlingen und das Kloster im Bayerischen Krieg bei der Schlacht bei Giengen (Giengen an der Brenz) stark in Mitleidenschaft gezogen. Die Territorialherrschaft über das Kloster kam über die Wittelsbacher an das 1505 gegründete Fürstentum Pfalz-Neuburg.
Infolge des Thesenanschlags von Martin Luther kam es 1517 zu einer Krise im Kloster Obermedlingen. 1544 wurde von Herzog Ottheinrich von Pfalz-Neuburg ein evangelischer Prädikant bestellt, dem auch die 20 im Kloster befindlichen katholischen Dominikanerinnen unterstanden. Im darauffolgenden Jahr brannte die Klosterkirche während des Schmalkaldischen Krieges wahrscheinlich aufgrund von Brandstiftung ab. 1546 wurden die Dominikanerinnen im Lauinger Schloss mehrere Monate auf Befehl von Ottheinrich gefangen gehalten.
Die Filiale Untermedlingen war von 1552 bis 1614 protestantisch.
1555 wurde das Kloster Obermedlingen nach dem Augsburger Religionsfrieden aufgelöst und seine Güter eingezogen.
Die bisher den Dominikanerinnen gehörende Ordensniederlassung Obermedlingen wurde 1651 den Dominikanern übertragen und in ein Männerkonvent umgewandelt. Die Ordensbrüder errichteten 1663 trotz des Protests der Stadt Gundelfingen eine Braustätte und erbauten zwischen 1666 und 1672 eine kleine Kirche. 1678 wurde das Kloster zum Priorat erhoben.
1804 wurde das Kloster aufgelöst und zwei kurfürstliche Kommissare beschlagnahmten die Klostergüter; teilweise wurden die Klostergebäude abgebrochen. Im folgenden Jahr diente Obermedlingen den Franzosen als Hauptlager vor der Schlacht bei Elchingen.
1923 zogen die Oblaten von der unbefleckten Jungfrau Maria in die verbliebenen Klostergebäude ein und eröffneten 1925 ein sechsklassiges Progymnasium. 100 bis 150 Schüler aus Schwaben, Oberfranken und dem Saarland besuchten bald darauf die Schule und das Internat. Die Missionsschule wurde 1940 geschlossen,  Umsiedler aus der Bukowina (Buchenland) wurden einquartiert, ein Reservelazarett wurde eingerichtet.
Nach dem Zweiten Weltkrieg wurde das Kloster Kreisflüchtlingslager (1946–1951). Danach zog die Missionsschule wieder in das Kloster und blieb dort bis 1970.
Das Kloster Obermedlingen wurde 1985 und 1987 saniert, anschließend zog das Prämonstratenserstift Tepl ein. 1996 verließ der letzte Prämonstratenser das Kloster und seitdem ist die Ordensgemeinschaft der Marianer im Obermedlinger Kloster vertreten.
Eine ortsansässige Elektronikfirma erwarb die Gebäude der Missionsschule; der ehemalige Speisesaal des Klosters wird von den örtlichen Vereinen und der Gemeinde genutzt.

## Stiftskirche Mariä Himmelfahrt
Im Jahre 1700 wurde der Grundstein für den Neubau des Klosters und der heutigen Stiftskirche gelegt. Die Kirche wurde 1721 von dem damaligen Augsburger Weihbischof Johann Jakob Mayer geweiht, obwohl die Ausstattung noch nicht fertiggestellt war.
Die Bauleitung oblag Valerian Brenner, dem nach seinem Tod sein Parlier Jakob Albrecht folgte; beide waren Vorarlberger Barockbaumeister.
Die Ausstattung ist in einem vornehmen frühbarocken Weiß gehalten, zu dem die Altäre, Beichtstühle, Sitzreihen, das Chorgestühl, die Orgel und die Kanzel aus dunkelbraunem Holz einen harmonischen Kontrast bilden. Äußerst beachtenswert sind die Intarsienarbeiten.
Die großen Gemälde und Fresken an der Decke schuf Konrad Huber 1784. Davon ist allerdings nur noch das Deckengemälde im Chor erhalten, da ein Teil des Langhausgewölbes 1861 einstürzte. Die heutigen neobarocken Deckengemälde im Langhaus schuf 1894/1896 der Münchner Maler Josef Huber-Feldkirch. Der Deckenstuck ging 1861 ebenfalls verloren, aber die verbliebenen, überaus reichen Stuckaturen im Chor und der Sakristei zeugen von großem Können und sind von hoher Qualität, sodass das Wirken Dominikus Zimmermanns angenommen wird.
Der Außenbau ist durch den weithin sichtbaren, 73 Meter hohen Kirchturm mit Doppelzwiebelhaube besonders imponierend. Beeindruckend ist auch die Gestaltung der Westfassade der Kirche.
Die Kirche erfuhr zuletzt zum 300-jährigen Jubiläum im Jahre 2000 eine gründliche Außenrenovierung.